# البیلی
البیلی (به ترکی استانبولی: Elbeyli) یک منطقهٔ مسکونی در ترکیه است که در استان کیلیس واقع شده‌است. البیلی ۵۱۴ متر بالاتر از سطح دریا واقع شده‌است.